# Andreu Bertran
Andreu Bertran werd in 1416 de veertiende president van de Generalitat van Catalonië, als opvolger van Marc van Vilalba. Hij is geboren in València. Hij was bisschop van Barcelona van 1416 tot 1420, daarna bisschop van Girona tot 1431 en dan weer tot aan zijn dood in 1433 opnieuw bisschop van Barcelona.
Van Joodse origine, kende hij goed Hebreeuws en Arabisch. Onder invloed van Vicent Ferrer bekeerde hij zich tot het christendom.